# Аббатство Новачелла
Аббатство Новачелла (итал. Abbazia di Novacella), или Нойштифт (нем. Neustift) — аббатство августинцев на территории коммуны Варна в североитальянской провинции Больцано (Южный Тироль). В мае 1956 года папа Пий XII даровал аббатству титул малой базилики. 

## История
История монастыря берёт своё начало с 1140 года, тогда Хартманн из Бриксена был назначен главой Бриксенского епископства. В 45 минутах езды к западу от аббатства находится перевал Бреннер — основной маршрут перехода через Альпы. На протяжении тысячелетий его низкая высота и сравнительно умеренная погода обеспечивали путь, соединявший германскую Европу с Италией через северное направление и долину реки Изарко. Во времена Священной Римской империи дорога пересекала перевал Бреннер, позволяя армиям, торговцам и паломникам преодолевать горный хребет. К X веку возникло поселение Присна, позже известное как Бриксен, которое стало оплотом католической церкви. Епископ Бриксенский предполагал, что в монастыре будут останавливаться паломники с севера, направлявшиеся в Рим. Строительство началось в 1142 году, в этом же году епископ Хартманн освятил монастырскую церковь Новачелла. 9 апреля 1143 года владения монастыря были узаконены папой Иннокентием II. С самого начала аббатством управляли каноники-августинцы. Тогда как другие ордена и их аббатства были изолированы, августинцы размещали свои монастыри вдоль дорог, чтобы они могли быть приютом для путешественников.
В апреле 1190 года пожар уничтожил монастырский комплекс, он был перестроен под руководством епископа Конрада фон Родунка в течение нескольких лет. В 1198 году церковь аббатства была повторно освящена. В том же году состоялось освящение вновь возведённой больничной часовни Спасителя у входа в аббатство (сегодня часовня св. Михаила или часовня Энгельсбурга). Монастырь стал духовным и культурным центром, в 1221 году аббатство получило права покровительства над приходом Оланга (церковь св. Питера и Агнесы). Присоединение прихода Фёльс-ам-Шлерн произошло в 1257 году, приход Аслинга был передан аббатству архиепископами Зальцбурга в 1261 году. С основания и на протяжении всей истории аббатство было приютом для паломников Северной Европы, направляющихся в Рим или Святую Землю.
Во второй половине XV и начале XVI веков был построен хор в стиле поздней готики с характерной крутой крышей и многочисленными готическими алтарными панелями, созданными известными художниками того времени, такими как Михаэль и Фридрих Пахеры, Мейстер фон Уттенхайм и Макс Райхлих. Между 1439 и 1446 годами каноник Фридрих Цольнер написал двухтомник градуалов, а Штефан Штетнер создал миссал, который был экспонатом на Всемирной выставке в Вене в конце XIX века, хоровое пение в аббатстве находилось на высоком уровне.
Аббатство, находящееся на пересечении важных путей сообщения в Альпах, расположено достаточно далеко от суматохи и шума населённых центров. С другой стороны, оно было идеальным местом для приюта паломников, путешественников, больных и бедных в соответствии с канонами гостеприимства. В 1483 году доминиканский отец Феликс Фабер из Аугсбурга написал в своих путевых заметках об аббатстве: «Там есть большая церковь с драгоценными украшениями и хорошая библиотека рукописей, украшенных богатыми миниатюрами».
В 1807 году аббатство Новачелла закрыло баварское правительство, что было связано с политикой Наполеона I, направленной на подавление религиозных орденов. Тироль был возвращён Австрийской империи в 1813 году, а аббатство Новачелла было восстановлено по приказу императора Франца II в 1816 году.

## Архитектура
Монастырь представляет собой укреплённый комплекс, к которому можно попасть через небольшой мост. Состоит из нескольких зданий, построенных в разное время, в разных стилях. Так, например, колокольня церкви выстроена в романском стиле; хор и алтарь — в готическом стиле; церковь и библиотека имеют стили барокко и рококо, соответственно. Во дворе монастыря расположился крытый колодец с аркадными панелями под крышей, построенный ещё в эпоху Возрождения. Он носит название «колодец чудес» из-за построенной над ним восьмиугольной эдикулы, на которой изображены семь чудес света (по чуду на угол; на восьмом изображено само аббатство). На верхних фресках изображены семь чудес древнего мира, созданные австрийскими художниками эпохи Возрождения, которые свидетельствуют о широте взглядов служителей и стремлении расширять знания, несмотря на ограничения и замкнутый мир монастыря. Восьмиугольная крыша дополнена восьмой панелью, которую один из монахов заполнил изображением монастыря.

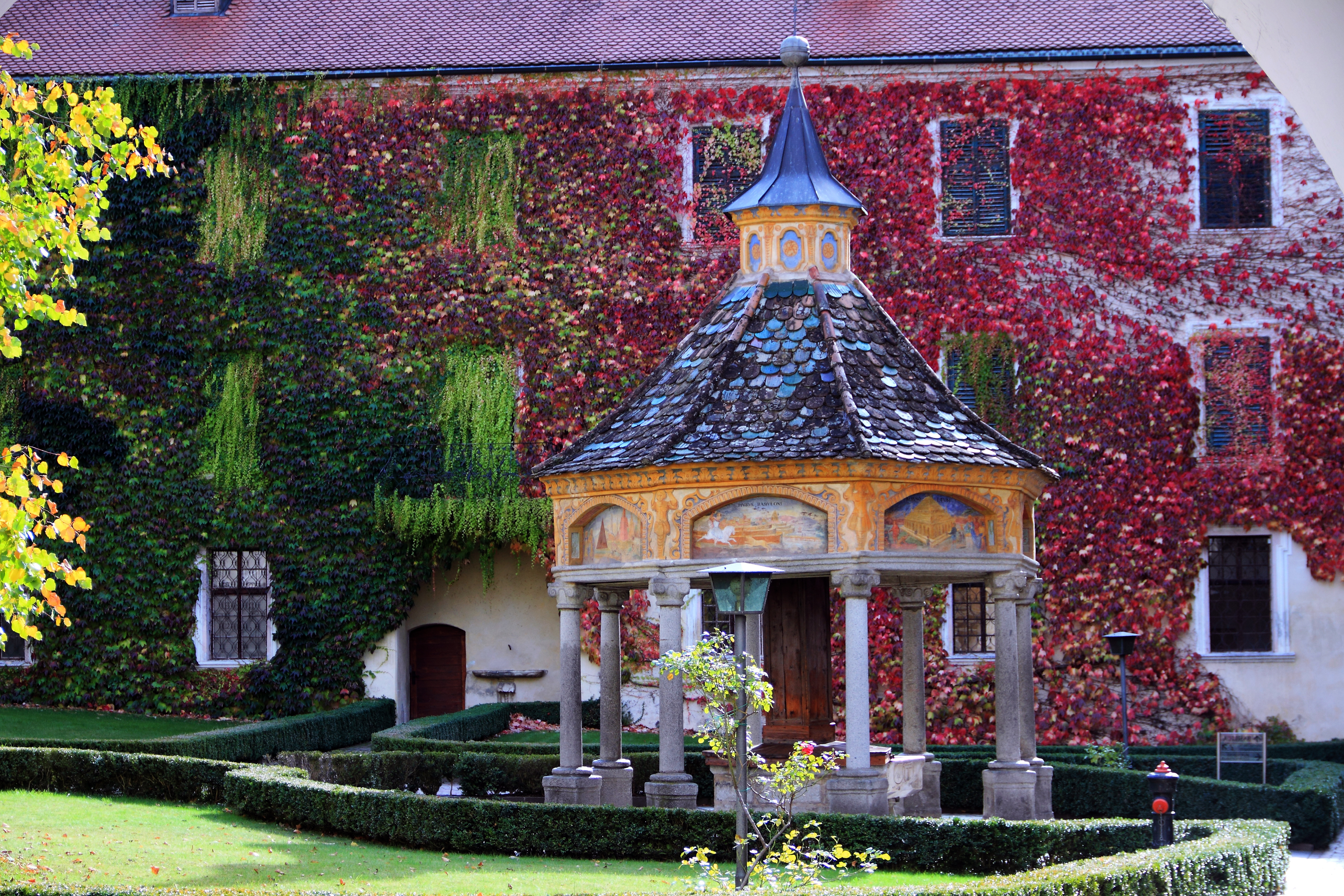
Колодец чудес
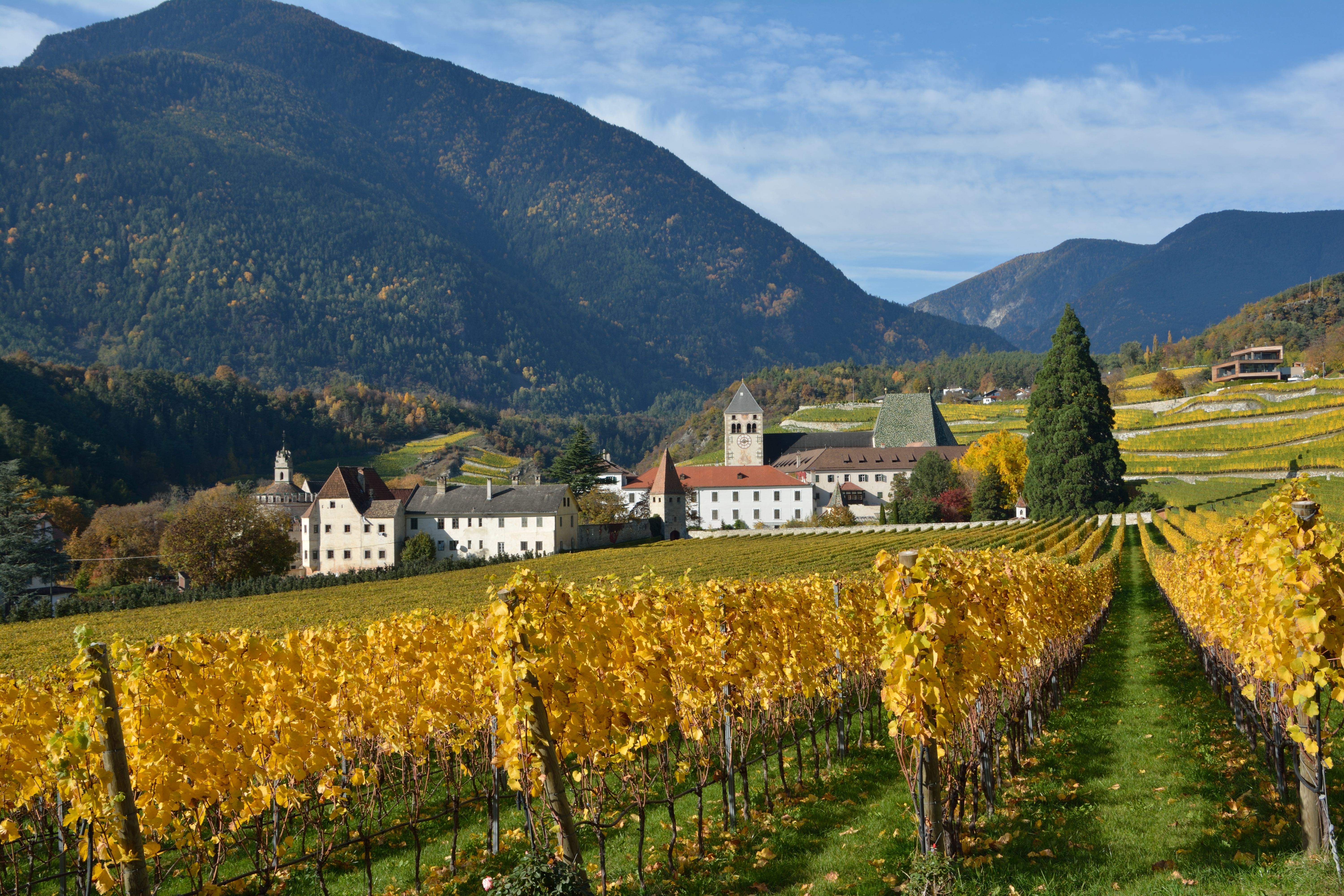
Вид на аббатство, южная сторона
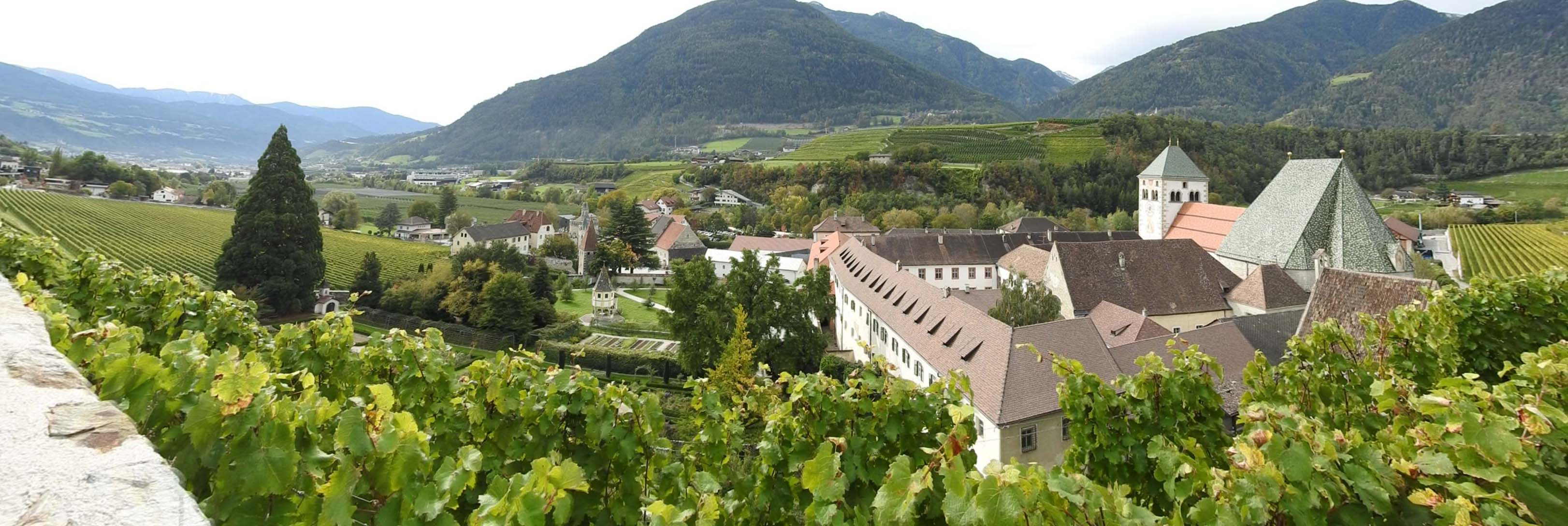
Памятник культурного наследия
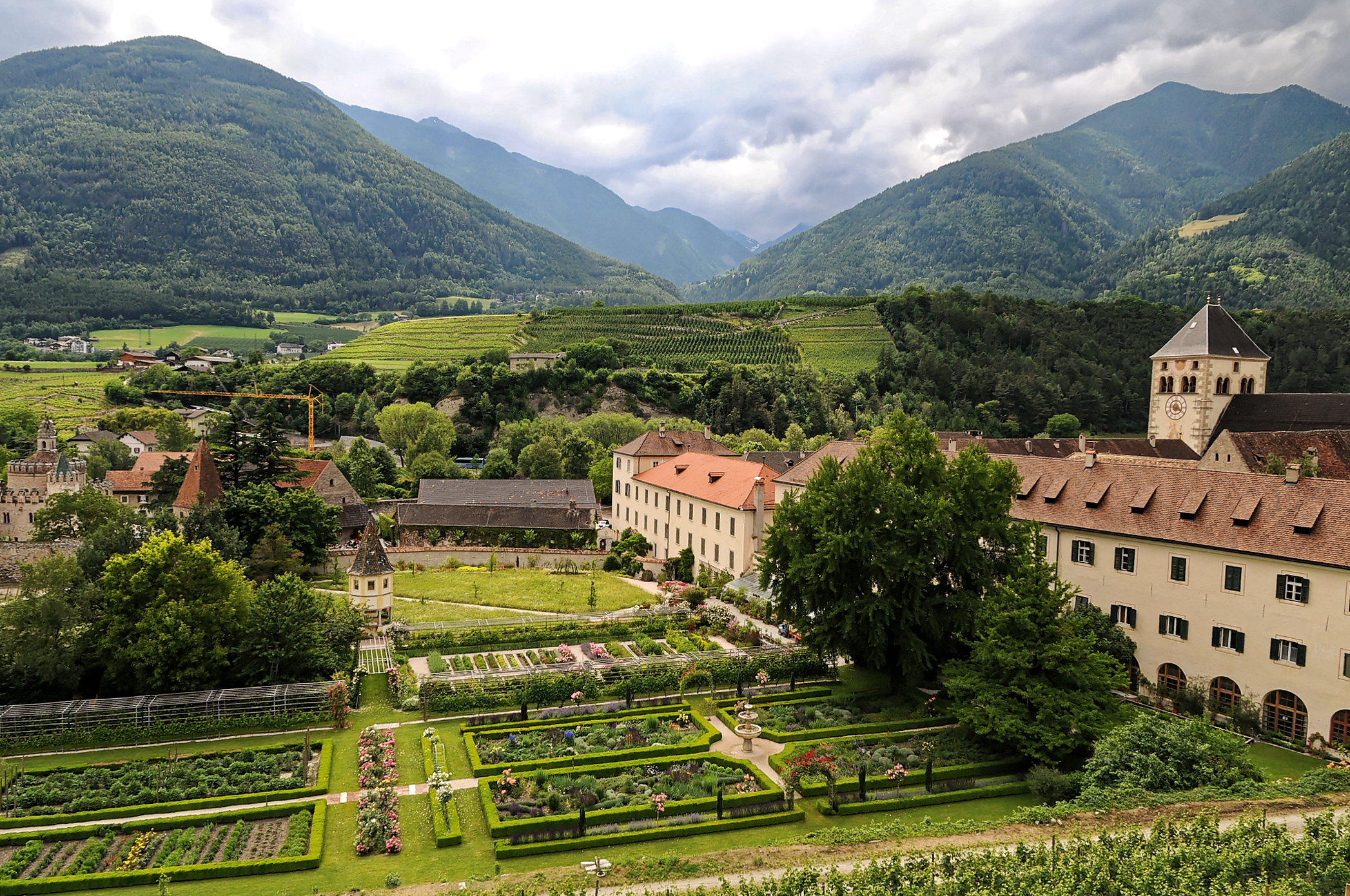
Травяной сад в монастыре, общий вид

У входа в крупнейший монастырский комплекс в Тироле находится часовня Сан-Микеле, известная также на немецком языке как Энгельсбург или Кастелло-дель-Анджело, так как она напоминает римский Замок Святого Ангела. В аббатстве расположена церковь, главный зал которой был создан скульптором и архитектором Антонио Джузеппе Сартори из Тренто в стиле южнотирольского рококо. Монастырский винный погреб построен более 850 лет назад. Церковь аббатства Санта-Мария-Ассунта соединена со средневековым монастырём, музеем и художественной галереей со значительной коллекцией средневековых картин позднего периода и настенных изображений. Исторический сад разделён на ботанический и сад с деревьями. В аббатстве также находятся: монастырь августинских каноников, конференц-центр, библиотека, школа и общежитие для детей, винодельня и обширный комплекс виноградников.
Библиотека аббатства занимает два этажа, там хранится около 65 000 печатных томов (в основном на научные и теологические темы) и многочисленные рукописи с красочно оформленными миниатюрами. Главный зал библиотеки и алтари Сант-Агостино, Сант-Анна (построен в 1773 году) также спроектировал Антонио Сартори. В 2020-21 годах был отреставрирован так называемый «китайский кабинет» перед библиотечным залом с китайскими картинами и гравюрами.

## Виноделие и туризм
Винодельческое хозяйство существует в аббатстве с 1142 года. В конце Первой мировой войны с распадом Австро-Венгерской империи регион Зюдтироль, включая Бриксен и аббатство Новачелла, был аннексирован Италией и носил название Альто-Адидже. При Муссолини германские названия были преобразованы в итальянские (Бриксен стал Брессаноне). После Второй мировой войны Южный Тироль (Альто-Адидже) получил автономию под управлением итальянского правительства, было разрешено обучение на немецком языке. Винные этикетки аббатства имеют два названия: Abbazia di Novacella и Stiftskellerei Neustift. Итальянское название относится к аббатству, германское — к винодельне, что подчёркивает уникальную историческую идентичность Зюдтироля.
Виноградники расположены в долине реки Изарко и на склонах холмов. Террасы на склонах огорожены камнем, выложенным несколько сот лет назад. Каменные стены стабилизируют склон и отражают дневную жару. Состояние террас, сложенных без раствора, находится под наблюдением специальной команды каменщиков. Наиболее известное вино, производимое в аббатстве — Кернер. Энология этого сорта винограда в аббатстве ведётся с 70-х годов прошлого века. Сорт винограда, выведенный  скрещиванием скьявы и рислинга в 1929 году, предназначался для производства вин, органолептически подобных рислингу, но с урожайностью сорта скьява, назван в честь Юстинуса Кернера, известного своими застольными песнями. Вино Abbazia di Novacella Kerner завоевало немецкий рынок, затем распространилось в Америке. В 2009 году влиятельная итальянская компания Gambero Rosso назвала Селестино Лучину, энолога аббатства, виноделом года.
Школа аббатства, место паломничества, богадельня и виноделие превратили аббатство Новачелла в европейскую достопримечательность. Среди любителей вина символом аббатства являются его виноградники. Масштаб и безупречное состояние аббатства, учитывая его почти тысячелетний возраст, делают его главной достопримечательностью для туристов, паломников и любителей вина.